# 妍華控股
妍華控股有限公司，簡稱妍華控股（英語：Beauty China Holdings Limited），曾在1996年由黃漢威創立專門在中國內地經營「彩色地帶」（Colour Zone）化妝品連鎖店，還經營生產化妝品，品牌為「嘉魅兒」（Charming Lady）。
曾在2003年於新加坡交易所主板上市。該公司招股價為0.28坡元，配售股份為88,000,000股，集資額為24,640,000坡元。但在2010年4月23日已除牌，原因在2009年由於受到惡性競爭影響，再加上負債過高，因此被香港高等法院勒令清盤，最後由於未能提供遵守新交所上市规则第1309条而失敗告終。